# Agrotis caffra
Agrotis caffra là một loài bướm đêm trong họ Noctuidae.